# Yuki Muto
Yuki Muto (武藤 雄樹, Muto Yuki, Kanagawa, 7 november 1988) is een Japans voetballer (aanvaller) die tussen 2011 en 2014 voor de Japanse eersteklasser Vegalta Sendai uitkwam. Sinds 2015 speelt Muto voor Urawa Red Diamonds.

## Interlandcarrière
In 2015 speelde hij ook twee interlands voor Japan tijdens de Oost-Azië Cup 2015. Daarin scoorde hij twee keer en werd daardoor topscorer van het toernooi.

## Statistieken
| Japans voetbalelftal | Japans voetbalelftal | Japans voetbalelftal |
| Jaar                 | Wed.                 | Dlp.                 |
| -------------------- | -------------------- | -------------------- |
| 2015                 | 2                    | 2                    |
| Totaal               | 2                    | 2                    |